# جاي روس
جاي روس (بالإنجليزية: Jay Ross)‏ هو لاعب كرة قدم أمريكية أمريكي، ولد في 3 أكتوبر 1987 في ويلمينغتون في الولايات المتحدة.

## وصلات خارجية
- جاي روس على موقع مرجع كرة القدم المحترفة.كوم (الإنجليزية)